# Vårgårda

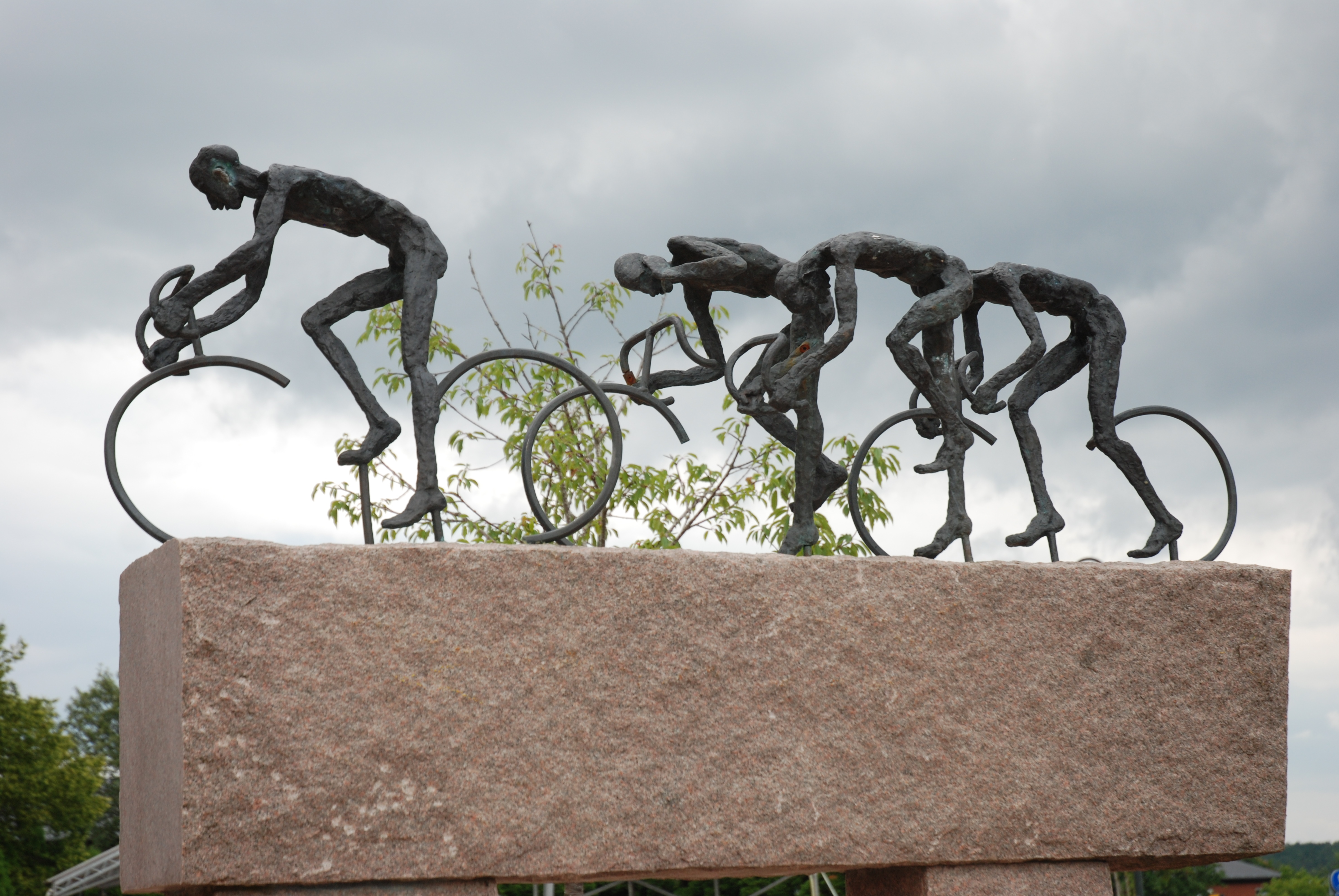
Bröderna Fåglum-skulpturen av Bosse Anås på Murartorget

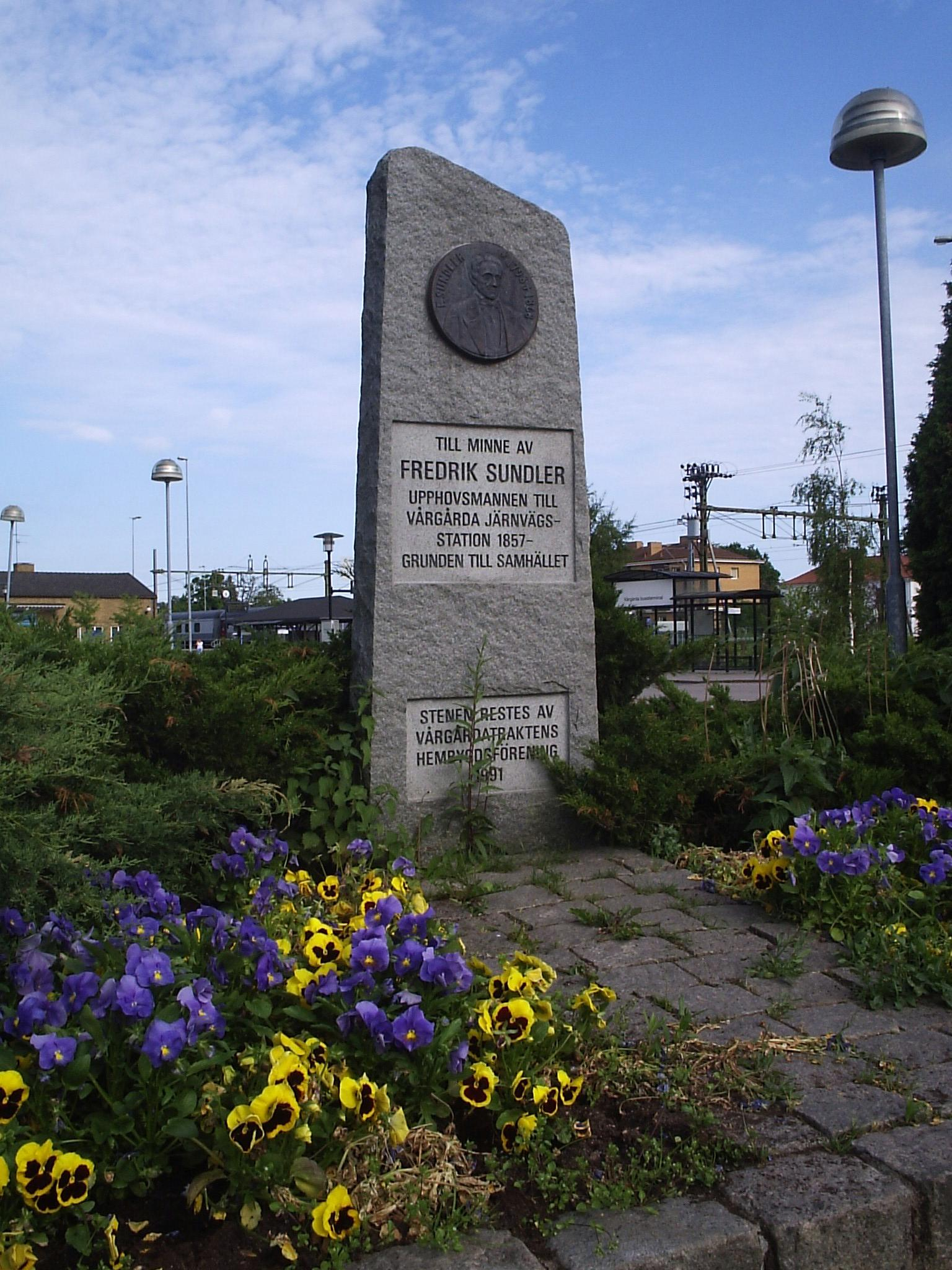
Fredrik Sundlers minnessten vid Järnvägsparken

Vårgårda är en tätort i Västergötland och centralort i Vårgårda kommun.

## Historia
Vårgårda är belägen i Algutstorps och Kulings-Skövde socknar och ingick efter kommunreformen 1862 i Algutstorps och Kullings-Skövde landskommuner. I dessa inrättades för orten 24 november 1928 Vårgårda municipalsamhälle som 1952 med landskommunerna överfördes till Vårgårda landskommun där det upplöstes 31 december 1963. Orten ingår sedan 1971 i Vårgårda kommun som centralort. 

### Befolkningsutveckling
| Befolkningsutvecklingen i Vårgårda 1960–2020 | Befolkningsutvecklingen i Vårgårda 1960–2020 | Befolkningsutvecklingen i Vårgårda 1960–2020 | Befolkningsutvecklingen i Vårgårda 1960–2020 | Befolkningsutvecklingen i Vårgårda 1960–2020 |
| -------------------------------------------- | -------------------------------------------- | -------------------------------------------- | -------------------------------------------- | -------------------------------------------- |
|                                              |                                              |                                              |                                              |                                              |
| År                                           |                                              |                                              | Folkmängd                                    | Areal (ha)                                   |
| 1960                                         | 1960                                         |                                              | 2 418                                        |                                              |
| 1965                                         | 1965                                         |                                              | 2 860                                        |                                              |
| 1970                                         | 1970                                         |                                              | 3 245                                        |                                              |
| 1975                                         | 1975                                         |                                              | 3 707                                        |                                              |
| 1980                                         | 1980                                         |                                              | 4 087                                        |                                              |
| 1990                                         | 1990                                         |                                              | 4 542                                        | 398                                          |
| 1995                                         | 1995                                         |                                              | 4 914                                        | 417                                          |
| 2000                                         | 2000                                         |                                              | 4 967                                        | 422                                          |
| 2005                                         | 2005                                         |                                              | 5 041                                        | 428                                          |
| 2010                                         | 2010                                         |                                              | 5 133                                        | 431                                          |
| 2015                                         | 2015                                         |                                              | 5 384                                        | 507                                          |
| 2020                                         | 2020                                         |                                              | 5 863                                        | 521                                          |
|                                              |                                              |                                              |                                              |                                              |

## Kommunikationer
Vårgårda ligger vid Västra stambanan och E20. Det går även olika bussar till grannorterna Alingsås, Sollebrunn, Herrljunga, Borås och Nossebro.

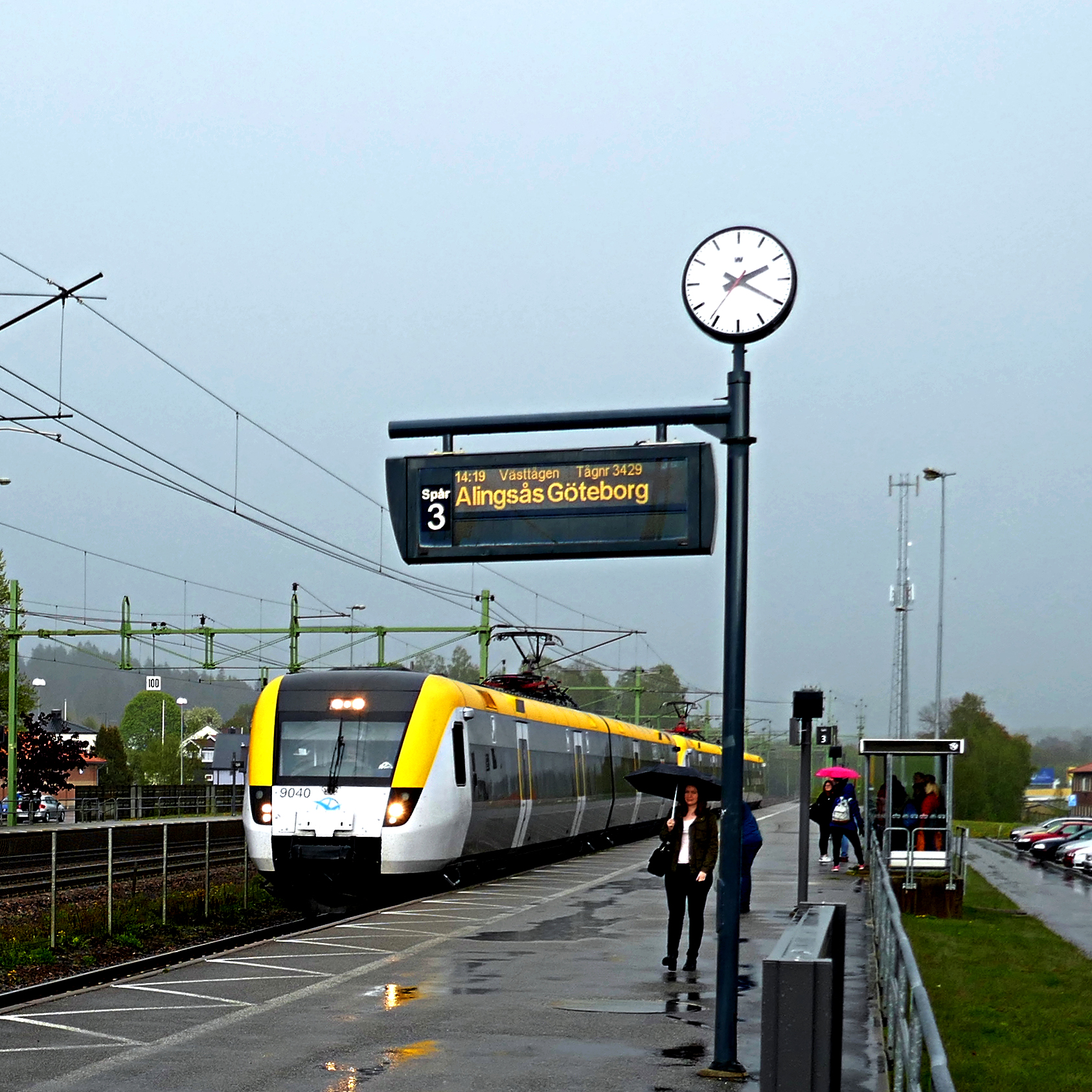

Vårgårda station öppnades den 16 december 1857. Persontrafiken lades ner den 22 maj 1977. Den återupptogs den 8 januari 1996. Stationen återinvigdes dagen innan av Leif "Loket" Olsson.

## Näringsliv
Vårgårda har en tradition av entreprenörer med namn som Lennart Lindblad (Autoliv) och Johan Petter Johansson (uppfinnare av skiftnyckeln och rörtången). 

### Framstående företag i Vårgårda
- Magna  (Tidigare Veoneer)
- Autoliv
- AB Vårgårda armaturer (numera uppköpta av Gustavsberg)
- Sundolitt
- Lantmännen Doggy

### Handel
Vårgårda har flera butiker och restauranger i ortens centralare delar, längs med Kungsgatan, Centrumgatan, Torggatan och Parkgatan. Här finns bland annat tre livsmedelsbutiker, Ica Matmagasinet, Willys och Coop. Vårgårda kommun har inget statistiskt handelsområde enligt SCB:s avgränsning för år 2015. Systembolaget öppnade i Vårgårda hösten 1996.
I ortens centrum finns även en torgplats, Murartorget. Torget invigdes den 10 maj 1997 av Leif "Loket" Olsson.
Vårgårda har tidigare haft en lokal konsumentförening, Vårgårda handelsförening, som bildades 1915. Den uppgick i en större förening på 1970-talet. Butiken lades sedermera ned. I oktober 2010 öppnade Netto en butik vid järnvägen. Efter att Netto övertagits av Coop skyltades butiken om till Coop den 1 november 2019, varefter Vårgårda åter fick en kooperativ butik. Butiken drivs sedan 2020 av Coop Väst.
Willys-butiken har sitt ursprung i Vårgårda Matmarknad, som senare blev Hemköp. I mars 2013 gjordes Hemköp om till en Willys Hemma. År 2021 byggdes butiken ut till en vanlig Willys.

### Bankväsende
En folkbank för Vårgårda, Östra Kullings folkbank, grundades 1896. Den bytte 1906 namn till Östra Kullings kreditbolag och uppgick 1917 i Svenska lantmännens bank. Lantmännens bank blev senare Jordbrukarbanken som fanns kvar på orten i flera decennier. År 1913 öppnade även Enskilda banken i Vänersborg ett kontor i Vårgårda. Denna bank uppgick senare i Svenska Handelsbanken.
Även Sparbanken i Alingsås etablerade en filial i Vårgårda.
Den 30 april 2021 stängde Handelsbanken sitt kontor i Vårgårda. Därefter hade Sparbanken Alingsås ortens enda bankkontor.

## Utbildning

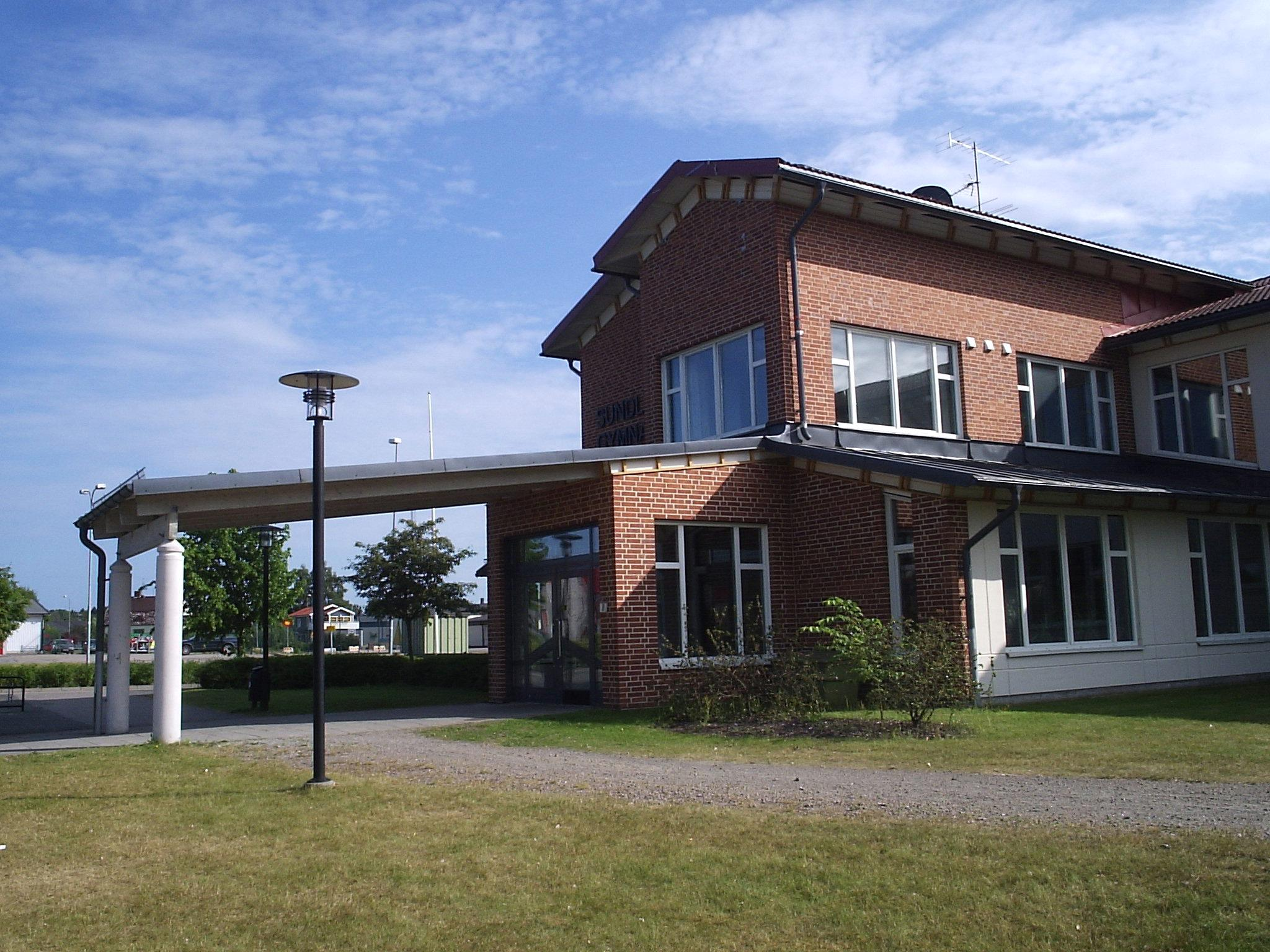
Sundlergymnasiet

På orten finns en gymnasieskola vid namn Sundlergymnasiet. Skolan har fått sitt namn efter Fredrik Sundler, som brukar ses som Vårgårdas grundare.

## Kyrkosamfund
Trakterna kring Vårgårda har på grund av väckelsen som startade där på 1800-talet en lång kyrkotradition som involverar många av dess medborgare. Detta finns även dokumenterat i ett museum om kyrkohistoria som ligger i Ljurhalla. Bland de representerade samfunden finns, förutom Svenska kyrkan (Algutstorps församling), inklusive EFS,  även Equmeniakyrkan (Equmeniakyrkan Vårgårda, tidigare Vårgårda Missionskyrka) och Pingstkyrkan.

## Idrott
De senaste åren har Vårgårda varit värd för ett flertal cykeltävlingar däribland Scandinavian Open och Postgirot Open. Vårgårda har en golfbana, tio fotbollsplaner, en idrottshall för handboll och innebandy samt två för fotboll med konstgräs. 2011 uppfördes en ishall, Puahallen, intill sporthallen vid Kesberget (innan ishallen uppfördes fanns en utomhusrink på platsen). Det finns också en sport- och evenemangshall vid Tånga hed, Tångahallen, byggd 2007. Den brann ner 31 maj 2010 men återuppbyggdes och invigdes i juni 2011. På Vårgårda flygplats bedrivs fallskärmshoppning.

## Kända personer från Vårgårda
- Eric Erickson, MLB Basebollspelare
- Bröderna Fåglum, OS-cyklister
- Christina Gunnardo, sångerska
- Tore Hagman, naturfotograf
- Fredrik Kempe, artist och låtskrivare
- Mikael Knutsson, brottare
- Linnea Liljegärd, fotbollsspelare
- Fredrik Morheden, filmklippare
- Mattias Morheden, filmklippare
- Jonathan Stenbäcken, handbollsspelare
- Crister Svantesson, restauratör